# Kitaj-gorod
Kitaj-gorod, rus. Кита́й-го́род - postaja Kalužsko-Rižske i Tagansko-Krasnopresnenske linije moskovskog metroa, prijelazni čvor s više perona. Smještena je pod Iljinskim trgom između postaja Turgenjevske i Tretjakovske na Kalužsko-Rižskoj liniji i između postaja Kuzneckog mosta i Taganske na Tagansko-Krasnopresnenskoj liniji. Nalazi se na području Tverskog rajona Centralnog administrativnog okruga Moskve.
Postaja je otvorena 3. siječnja 1971.g. u sastavu sektora Taganska - Ploščad' Nogina Ždanovskog radijusa i sektora Oktjabr'ska - Ploščad' Nogina Kalužskog radijusa. Do 5. studenog 1990.g. nazivala se Plošad' Nogina (hrv. Trg Nogina), u čast Viktora Nogina, revolucionara i partijca. Današnji naziv dolazi od istoimenog moskovskog povijesnog rajona, na čijoj se istočnoj granici nalazi postaja. Kitaj-gorod je jedna od najopterećenijih postaja moskovskog metroa.

## Povijest
Povijest projektiranja postaje povezana je s poviješću projektiranja Taganskog (kasnije Ždanovskog) i Kalužskog radijusa. Perspektivna shema linija početkom 1932.g. uključivala je pet dijametara: M'asnicko-Usačovski, Tagansko-Tverski, Arbatsko-Pokrovski, Dzeržinsko-Zamoskvorecki i Rogožsko-Krasnopresnenski (svaki se planirao napraviti od dvaju radijusa koji se spajaju). U ljeto 1932. bio je predložen još jedan dijametar - Kalužsko-Timir'azevski. U tim se planovima u sastavu Tagansko-Tverskog dijametra pojavljuje postaja Plošad' Nogina. Britanski stručnjaci koje su pozvali u Moskvu predložili su da se spoje četiri radijusa metroa, ali ne na način koji su oni planirali, već da se umjesto Zamoskvorecko-Dzeržinskog i Tagansko-Tverskog radijusa, koji su se presijecali, izgradi Zamoskvorecko-Tverski i Dzeržinsko-Taganski dijametar. Odluka o prihvaćanju tog prijedloga bila je donesena 1934.g.
U planovima 1938.g. prvi put se pojavilo spajanje Dzeržinsko-Kalužskog i Tagansko-Timir'azevskog dijametra u rajonu Jauzskije Vrata. Planovi izgradnje metroa tih su se godina često mijenjali. 1957.g. bilo je odlučeno da se spoje Kalužsko-Timir'azevski i Tagansko-Krasnopresnenski dijametar u rajonu trga Nogina. Prema planovima 1965.g. bilo je planirano 1968. produžiti Kalužsko-Rižsku liniju do trga Nogina, a 1970.g. - Ždanovsko-Timir'azevsku. 1968.g. bili su potvrđeni planovi iz 1965. koji se odnose na postaju kod trga Nogina.
Sektor od Taganske prema trgu Nogina gradio se ubrzano. Planiralo se pustiti u eksploataciju dvojnu postaju od šest perona Ždanovskog i Kalužskog radijusa 1970.g. Istovremeno se gradio sektor Okt'abr'ska - Ploščad' Nogina Kalužsko-Rižske linije. Prilikom izgradnje dviju dubokih postaja na istoj razini bilo je stvoreno ogromno podzemno gradilište. Radovi su se odvijali u šest paralelnih tunela.
Postaja je otvorena 3. siječnja 1971.g. u sastavu sektora Taganska - Ploščad' Nogina - Ždanovskog radijusa i sektora Okt'abr'ska - Ploščad' Nogina Kalužskog radijusa. Nakon otvaranja postaja nije radila punim kapacitetom: jer je ona bila zadnja za dva radijusa (Ždanovski i Kalužski), jedna od dvorana je služila samo za iskrcavanje, a druga za ukrcavanje putnika. 5. siječnja 1972.g. Kalužski radijus je bio spojen s Rižskim, 17. prosinca 1975.g. Ždanovski s Krasnopresnenskim; pritom su stvorene Kalužsko-Rižska i Ždanovsko-Krasnopresnenska (danas Tagansko-Krasnopresnenska) linija. Postaja je u potpunosti proradila tek krajem 1975.g.
5. studenog 1990.g. postaja je bila preimenovana u Kitaj-gorod prema istoimenom povijesnom rajonu Moskve, na čijoj se granici nalazi. Pritom je trgu Nogina vraćen povijesni naziv - Slav'anskaja ploščad' (hrv. Slavenski trg).

## Arhitektura i izgradnja
Kitaj-gorod je zapravo kompleks iz dviju strukturno nezavisnih postaja. Obje dvorane Kitaj-goroda su postaje s nizom stupova na velikoj dubini (29 metara) s trima svodovima. Izgrađeni su po projektu grupe arhitekata pod vodstvom A.F. Strelkova - L.V. Lilje, V.A. Litvinova, M.F. Markovskog (zapadni peron), L.V. Malašonka (istočni peron), I.G. Petuhove i I.G. Taranova (predvorja). H.M. Rysin, A.J. Lapina i D.J. Bodnijek su osmislili izgled postaja (kovane karnize od aluminija, koje se nalaze nad stupovima, metalni umetci na zidovima koji prikazuju upaljenu baklju, srp i čekić, i dr.).
Kitaj-gorod je prvi prijelaz s više perona u moskovskom metrou: za presjedanje s jedne linije na drugu unutar jedne postaje dovoljno je prijeći s jedne strane perona na drugu. No takvo je presjedanje moguće samo u jednom pravcu (na sjever ili na jug). Da bi se presjelo iz jednog pravca u drugi potrebno je proći kroz kratak prolaz koji počinje u centru dvorane. Takav je oblik presjedanje kasnije primijenjen još na četiri postaje: Kaširska, Tretjakovska, Park Pobedy i Kuncevska. Na istočnu stranu dolaze vlakovi koji idu u pravcu sjevera (2. kolosijek prema postajama Kuznecki Most i 1. kolosijek prema postaji Turgenjevska), a na zapadnu dolaze vlakovi koji idu u pravcu juga (1. kolosijek prema postajama Taganska i 2. kolosijek prema postaji Tretjakovska).
Strukturno, obje postaje imaju tri svoda. Kao potporanj za svodove služe masivni niski stupovi. Mostići preko perona u sredini dvorana opiru se na masivne pilone, po tri u svakoj dvorani. Za obje dvorane arhitekti su izabrali oštar oblik potporanja. U zapadnoj dvorani to je složeni spoj dugih asimetričnih trostranih prizmi, razvučenih po dužini potpornja (prema njihovom su obliku projektanti nazvali dvoranu "Kristall"). Linije upiranja svodova na potpornje prekrivene su širokim metalnim frizevima, koji su pokriveni iskovanim "malim piramidama". Pod frizevima se nalaze svjetiljke. Piloni i zidovi su obloženi sivim mramorom, podovi - žućkastim. Na zidovima se nalaze metalne rešetke s utisnutim srpom, čekićem, zvijezdama i golubovima.
Potpornji u zapadnoj dvorani u cijelosti su pravokutnog presjeka. Bočno imaju glatke stijenke, a sa strane centralnih i bočnih dvorana - "izbrazdane" površine u obliku spoja trokutnih izbočina i niša (zbog toga su projektanti nazvali dvoranu "Garmoška", hrv. "Harmonika"). Stupovi i zidovi su obloženi žućkastim mramorom. U temelju zidova je bijeli išarani mramor s umetnutim lijevanim pločama na kojima je prikazana upaljena baklja. Podovi su popločani sivim granitom.
Kitaj-gorod nema nadzemnih predvorja: ulazi se (s trgova Iljinska vrata, Varvarska vrata, Slavenski trg i Soljanski tupik) kroz podzemne prolaze. Podzemna predvorja su zajednička za obje dvorane. Južno predvorje je spojeno s postajama pokretnim stubama, sjeverno - pokretnim stubama i prolazom u koji vode stube iz obiju dvorana. U nižem dijelu sjevernog predvorja nalazi se poprsje Viktora Nogina (rad A. Šlikova).

## Galerija
- Kitaj-gorod
- Kitaj-gorod (2008)

## Postaja u brojevima
- Kôd postaje je 096[8] i 117.[6]
- Piket PK01+13.[9]
- Prema podatcima 1999.g., dnevni protok putnika moskovskog metroa iznosio je 103.880 ljudi.[10] U ožujku 2002.g. svakodnevni protok putnika po ulazu iznosio je 104.100 ljudi.[11]
- Vrijeme otvaranja postaje za ulaz putnika - 5 sati 35 minuta, zatvaranje - 1 sat iza ponoći.[12]

## Položaj
Postaja Kitaj-gorod nalazi se između postaja Turgenjevske i Tretjakovske na Kalužsko-Rižskoj liniji, i između postaja Kuzneckog mosta i Taganske na Tagansko-Krasnopresnenskoj liniji. Ulaz u grad je kroz sjeverno podzemno predvorje prolazima na trg Iljinska vrata, prema Lubjanskom prolazu, na ulicu Iljinku, Stari i Novi trg, kroz južno predvorje - na Slavenski trg, ulicu Soljanka, Lubjanski prolaz, Soljanski tupik, Kitajgorodski prolaz, Varvarku, Stari trg i trg Varvarska vrata.

### Nadzemni javni prijevoz
Postaja ima izlaz na četiri postaje javnog prijevoza:
- Postaja Iljinska vrata trolejbusa №25 i 45 (nedaleko od sjevernog predvorja).
- Postaja Metro 'Kitaj-gorod' autobusa №158 i trolejbusa №45 i 63 (pored izlaza iz južnog predvorja).
- Postaja Metro 'Kitaj-gorod' autobusa №158 i "K", trolejbusa №45 i 63 (pored izlaza iz južnog predvorja, kraj crkve).
- Postaja Metro 'Kitaj-gorod' autobusa №12c i trolejbusa №2, 12 i 33 (nalazi se na Kitajgorodskom prolazu, kod istoimenog zida).

### Znamenitosti
U neposrednoj blizini sjevernog izlaza Kitaj-goroda nalaze se Politehnički muzej i spomenik junacima Plevena.

## Perspektive
Nedaleko od postaje nalaze se početci izgradnje postaje Hmel'nicka. Ranije se planirala u daljnjoj budućnosti izgradnja te postaje i njezino spajanje prolazima s Kitaj-gorodom.

## Postaja "Kitaj-gorod" u kulturi
Na Kitaj-gorodu se odvija nekoliko epizoda postapokaliptičkog romana Dmitrija Gluhovskog "Metro 2033". Prema knjizi, na postaji su živjele bande koje su se bavile organiziranim kriminalom.
Postaja se spominje u fantastičnoj priči Vladimira Vasiljeva "Skromnyj genij podzemki", izdanoj u zborniku "Mify Megapolisa". U knjizi se prolaz od postaje Kitaj-gorod na postaju Marosejku (Hmel'nicka) nalazio kod dijela sjevernog predvorja gdje se sada nalazi poprsje Nogina.